# Eldledningssystem
Eldledningssystem är ett samlingsord, som syftar på ett stridsfordons eller annat vapenssystems samlade delar som möjliggör vapenverkan i ett mål. Dessa innehåller oftast en eldledningsdator som matas med värden från sensorer och manuella värden exempelvis ifrån en observatör. Eldledningssystem finns till artilleri, luftvärnsvapen, torpeder, stridsvagnskanoner med flera liknande vapen och enklare system utvecklas för bärbara vapen, till exempel granatgevär.

## Delar
Ett eldledningssystem innehåller tre huvuddelar. 
- En eller flera sensorer för att mäta avstånd och riktning till målet. Det kan dessutom finnas sensorer för spaning, eller möjlighet att använda vissa sensorer för spaning, till exempel IR-kameror och vissa eldledningsradar.
- En beräkningsenhet som beräknar målets läge, fart och kurs och översätter detta till lämpliga inställningar för vapnen.
- Ett system för att föra över de inställningar som tagits fram i beräkningsenheten.

### Sensorer
Sensorerna används främst för att mäta riktning och avstånd till målet. Mot rörliga mål används sensorer som mäter relativt ofta, från flera gånger i sekunden (mot flygplan) till med flera sekunders mellanrum (mot fartyg). Vissa sensorer kan också användas för spaning eller för att klassificera målen, det vill säga att avgöra vilken typ av mål det är. Sonar (i lyssningsläge) eller IR-kameror är exempel på sensorer som kan användas för att klassificera mål.
Laseravståndsmätare, radar och tv- eller IR-kameror används i många eldledningssystem idag. Under vatten utnyttjas sensorer som använder ljud och magnetism. Flera andra metoder har använts för att mäta avstånd och riktning. En avståndsmätare som användes under lång tid var inbasmätaren, ett optiskt instrument med två objektiv på ett visst avstånd från varandra, där avståndet beräknades genom vinkelskillnaden mellan linjen från respektive objektiv till målet. Ljudinmätning användes för att hitta läget för artilleri. 
Valet av sensor beror på flera faktorer. Ett krav på en sensor är att den bör ha en räckvidd som är något större än vapnets räckvidd, så att vapnet kan vara klart för skott så snart målet kan bekämpas. För rörliga mål ska målets läge kunna uppdateras tillräckligt ofta för att eventuella ändringar i kurs och fart inte ska ge för stora fel i beräkningarna. Sensorn bör vara svår att störa och slutligen måste den vara tillräckligt liten och lätt för att få plats på det vapen, det fordon eller den mast som ska bära den.

### Beräkningsenhet
Beräkningsenheten räknar ut målets läge, kurs och fart. Om vapnet och sensorn är placerade på olika platser räknar beräkningsenheten om dessa värden så att de utgår från vapnet. Enheten beräknar hur vapnet ska riktas in. Till hjälp för detta finns dels fast lagrade uppgifter om den ammunitionstyp som används, dels uppgifter om den för tillfället aktuella temperaturen, vinden, lufttrycket, ammunitionstemperaturen etc. De senare uppgifterna matas antingen in av en operatör eller hämtas automatiskt från särskilda avkännare. För rörliga mål räknar enheten ut den punkt mot vilken vapnet ska riktas för att träffa (framförhållning). Operatören kan också mata in korrektioner om de första skotten inte träffar som avsett. 
Beräkningsenheten kan vara uppdelad i flera fysiska delar, till exempel en central enhet som är gemensam för flera artilleripjäser och en lokal enhet vid varje pjäs som utför beräkningarna för just den pjäsen.

### Överföring av skjutelement
Många vapensystem är idag automatriktade, det vill säga att beräkningsenheten direkt styr de motorer som riktar in eldröret. För direkt eld (där skytten kan se målet) ställer eldledningssystemet in siktet. Tidigare överfördes uppgifterna med rösten eller med visare, vilket krävde att bemanningen vid vapnet behövde göra inställningarna manuellt. Ett system som användes länge för sjö- och kustartilleri var följevisarsystemet där en skala vid pjäsen hade två visare, en i ytterkant på skalan och en i centrum. Den ena visaren styrdes av eldledningssystemet och visade hur pjäsen borde riktas. Den andra visade hur pjäsen var riktad, och pjäsbemanningens uppgift var att se till att de båda visarna stämde överens. 
Eldkommandon och val av ammunition kan överföras antingen med rösten, eller genom signaler i eldledningssystemet.

## Stridsvagnar
Eldledningsdatorn i en stridsvagn sammanställer värden från olika sensorer och manuella värden för att helst kunna uppnå vapenverkan vid första skottet detta genom att kompensera elevation på eldröret, tornets riktning, egen vagns hastighet samt målets hastighet med hjälp av stridsvagnens stabiliseringssystem. Dagens eldledningssystem i stridsvagnar möjliggör mycket hög träffsannolikhet även vid skjutning under gång i kuperad terräng mot rörliga mål på upp till ca 4 000 meter.

### Sensorer och värden
Det finns en del olika värden och sensorer som måste sammanställas för att en eldledningsdator ska kunna räkna ut en effektiv eldlösning, här följer några:

#### Manuella värden
- Ammunitionstyp, vikt och laddning, en spränggranat kräver högre elevation på eldröret för att nå samma avstånd som en pilprojektil då den är tyngre
- Ammunitionens kruttemperatur, viktigt då olika temperaturer på krutet skapar olika tryck i eldröret
- Eldrörets temperatur, efter att man har skjutit ett par skott så måste man mäta eldrörets böjning för att kunna garantera träff
- Höjd över havet, påverkar luftens täthet och därmed luftmotståndet
- Lufttemperatur
- Luftfuktighet

#### Värden från sensorer monterade på vagnen
- Vindhastighet, denna används inte så ofta på stridsvagnar i Sverige, eftersom en strid mellan två stridsvagnar sällan överstiger 2000 meter och på det avståndet har vind hastigheten ingen inverkan
- Egen vagns lutning horisontellt
- Egen vagns lutning vertikalt
- Egen vagns hastighet
- Målets hastighet, (Mäts genom att följa målet med siktet, samtidigt som man håller in en knapp på styrspaken som beräknar eldrörets framförhållning gentemot målet)
- Avstånd till målet, mäts med laser eller uppskattas av skytten (är då ett manuellt värde), i strider runt 700 meter sätts oftast eldlednings datorn på ett "fast" värde då pilammunitionen som används har en rak bana upp till ca 700 meter, sparar också in tid då man inte behöver mäta lasern,